# Бун (округ, Іллінойс)
Шаблон:StateAbbr_ 42°20′ пн. ш. 88°49′ зх. д. / 42.33° пн. ш. 88.81° зх. д.
Округ  Бун (англ. Boone County) — округ (графство) у штаті  Іллінойс, США. Ідентифікатор округу 17007.

## Історія
Округ утворений 1837 року.

## Демографія
За даними перепису 
2000 року 
загальне населення округу становило 41786 осіб, зокрема міського населення було 29086, а сільського — 12700.
Серед мешканців округу чоловіків було 20909, а жінок — 20877. В окрузі було 14597 домогосподарств, 11260 родин, які мешкали в 15414 будинках.
Середній розмір родини становив 3,24.
Віковий розподіл населення поданий у таблиці:
| Стать    | До 15 років | 15-21 | 22-29 | 30-39 | 40-49 | 50-65 | 65-85 | Понад 85 |
| -------- | ----------- | ----- | ----- | ----- | ----- | ----- | ----- | -------- |
| Чоловіки | 5389        | 2053  | 1907  | 3344  | 3131  | 3194  | 1750  | 141      |
| Жінки    | 5050        | 1954  | 1794  | 3332  | 3049  | 3126  | 2202  | 370      |

## Суміжні округи
- Рок, Вісконсин — північ
- Волворт, Вісконсин — північний схід
- Макгенрі — схід
- Декальб — південь
- Оґл — південний захід
- Віннебаґо — захід

## Виноски
1. ↑  U.S. Decennial Census. United States Census Bureau. Архів оригіналу за 26 квітня 2015. Процитовано 3 липня 2014.
2. ↑  Historical Census Browser. University of Virginia Library. Архів оригіналу за 11 серпня 2012. Процитовано 3 липня 2014.
3. ↑  Population of Counties by Decennial Census: 1900 to 1990. United States Census Bureau. Архів оригіналу за 24 квітня 2014. Процитовано 3 липня 2014.
4. ↑  Census 2000 PHC-T-4. Ranking Tables for Counties: 1990 and 2000 (PDF). United States Census Bureau. Архів оригіналу (PDF) за 18 грудня 2014. Процитовано 3 липня 2014.
5. ↑  State & County QuickFacts. United States Census Bureau. Архів оригіналу за 7 липня 2011. Процитовано 3 липня 2014.(англ.) Наведено за англійською вікіпедією.
6. ↑  American FactFinder. Бюро перепису населення США. Архів оригіналу за 26 лютого 2012. Процитовано 31 січня 2008. [Архівовано 2008-05-21 у Wayback Machine.]

| США | Це незавершена стаття з географії США. Ви можете допомогти проєкту, виправивши або дописавши її. |